# 堂表親
堂表親（英語：cousin）是一種親屬關係，堂表親之間有著隔兩代或以上的共同祖先，這把堂表親從祖先、後代、兄弟姐妹，以及其他親屬關係作出區分。
汉语中，堂亲一般专指父亲的兄弟（伯父、叔父）的子女，即同姓的平辈父系亲属；表亲则包括父亲的姐妹（姑母）的子女和所有母系的亲属。广义上，堂表亲还包括堂叔堂侄、表叔表侄等不同辈分的亲属在内。
英语中，cousin一词没有性别、堂表和辈份之分，日常使用中一般指first cousin，即父母的亲生兄弟姐妹的孩子，与自己的共同祖先是两代以上（间隔一代）的祖父母/外祖父母。cousin还有更广泛的含义，second cousin指共同祖先为曾祖父母/曾外祖父母，third cousin指共同祖先为高祖父母/高外祖父母，还有fourth cousin、fifth cousin……等等，可以一直追溯下去，所用的数字称作“degree of cousinhood”。这里的“共同祖先”是指两者中任何一人，也就是说如果不是平辈，就按照离共同祖先最近的那一辈来定义degree。在不是平辈的情况下，会使用“removed”一词来表示辈份差，差一辈人称作once removed，差两辈人称作twice removed，差三辈人称作thrice/three times removed……也可以一直追溯下去。二者合起来，构成“first cousin, once removed”,“second cousin, twice removed”……这样的表达方式。